# أميرة حجو
أميرة حجو (1950 - 25 مارس 2017) هي ممثلة سورية، وهي شقيقة الفنان الراحل عمر حجو.
بدأ نشاطها الفني في الثمانينات وشاركت بالعديد من المسرحيات والمسلسلات السورية.

## أعمالها

### مسلسلات
- خان الحرير
- الثريا
- ثلوج الغضب
- باب الحديد
- مقامات الهمداني
- الفصول الأربعة
- أسرار المدينة
- الندم
- أيام الغضب
- حي المزار
- تلك الأيام
- أسرار المدينة
- حروف يكتبها المطر
- أنا وعمتي أمينة
- ثلوج الصيف
- أحقاد خفية

### مسرحيات
- «المرحوم ومصنع الأقدام»
- لن ترهب حد السيف

## روابط خارجية
- أميرة حجو على موقع قاعدة بيانات الأفلام العربية